# Carrera – GT Cup
Carrera – GT Cup är ett svenskt mästerskap för Porsche 911 GT3 Cup 997-bilar. Mästerskapet startades av Flash Engineering inför säsongen 2012, i samband med att TTA – Elitserien i Racing grundades. Flash Engineerings tidigare Porsche Carrera Cup-mästerskap, Porsche Carrera Cup Scandinavia, övertogs samtidigt av Kristoffersson Motorsport. Namnet Carrera i seriens namn syftar inte på Porsche Carrera, utan på glasögontillverkaren med samma namn, som är huvudsponsor till mästerskapet. Carrera – GT Cup har inte officiell uppbackning av Porsche, därav saknas Porsche i mästerskapets namn.
Mästerskapet är uppdelat i två olika klasser; kategori 1 med bilar av årsmodell 2010–2012 och kategori 2 med bilar av årsmodell 2005–2009. Serien körs som en supportklass till TTA – Elitserien i Racing i evenemanget med samma namn. Tävlingshelgerna består av två fria träningar, ett kval och ett sprintrace på 35 minuter. Samtliga deltagare kör på miljöbränsle.

## Säsonger
| År   | Mästare – Kategori 1 | Mästare – Kategori 2 |
| ---- | -------------------- | -------------------- |
| 2012 | Roar Lindland        | Johan Löfqvist       |